# Jamada Alula

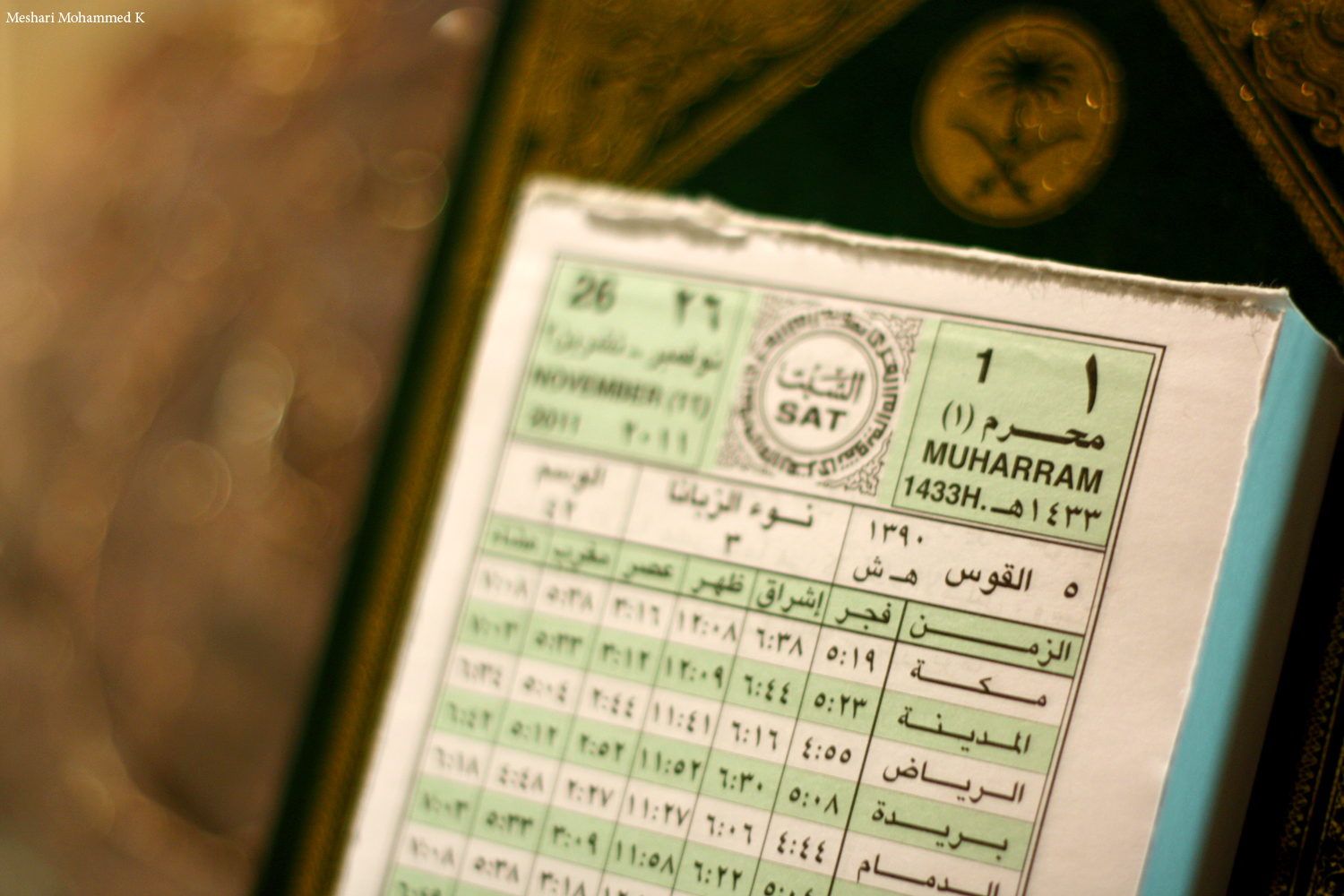
Imagem do Calendário árabe.

Jamada Alula (Jumada Al-Awwal) é o quinto mês do calendário islâmico. 
O período correspondente ao início e fim deste mês no calendário gregoriano para o atual ano islâmico é: 
| Ano (calendário islâmico) | Ano (calendário gregoriano) | Jumada al-Awwal                 |
| ------------------------- | --------------------------- | ------------------------------- |
| 1444                      | 2022                        | 25 de novembro a 24 de dezembro |